# Vincent Valentine
Vincent Valentine es uno de los dos personajes secretos en el juego de rol de PlayStation Final Fantasy VII, junto con Yuffie Kisaragi. También aparece en el videojuego de lucha arcade Ehrgeiz, también —aunque como cameo— en Before Crisis: Final Fantasy VII y es el protagonista del juego Dirge of Cerberus: Final Fantasy VII.

## Biografía
Vincent Valentine es un ser atormentado por un sentimiento de culpabilidad, que yace en el sótano de la mansión Shin-Ra, en Nibelheim. Anteriormente fue miembro de Los Turcos, el servicio secreto de Shin-Ra. Vincent se enamora con locura de una científica llamada Lucrecia Crescent, ayudante de Grimoire Valentine (padre de Vincent), sentimiento que también sentía Lucrecia, pero que nunca lo aceptó completamente.
Se le asignó la supervisión del Proyecto Jenova, en Nibelheim, en el cual investigan el Profesor Gast, Hojo y Lucrecia. Durante el proyecto, se desvela el embarazo de Lucrecia (presuntamente se supone que el padre es Hojo, aunque no se sabe con certeza), y tras esto Lucrecia decide, a petición de Hojo, someterse a pruebas para estudiar el efecto de las células de Jenova en un embrión. Asimismo, en algún punto no concreto del proyecto, el Profesor Gast decide abandonar dicho proyecto, continuando su investigación sobre los Ancianos solo, y conociendo posteriormente a Ifalna (una de los últimos supervivientes de los Cetra), de la que se enamoraría y tendría con ella una hija: Aerith Gainsborough. 
Cuando Vincent conoce las intenciones de Hojo de experimentar con Lucrecia, acude a su enfrentamiento, y tras una fuerte discusión, Hojo saca un arma y dispara a Vincent. Después, Hojo se dispone a experimentar con el cuerpo de éste, alterando su anatomía con células de Jenova, de forma que ocasionalmente se transformaría en entes monstruosas. Hojo deja el experimento a medias y con Vincent muerto, momento en el cual Lucrecia lo continua con la esperanza de resucitarle. Para ello, introduce en el cuerpo de Vincent un ente llamado Caos y la Protomateria, capaz de controlar a Caos. Más tarde, Vincent vuelve en sí y se da cuenta de los cambios que Hojo ha implantado en su cuerpo. Por esto y por no haber evitado que Lucrecia experimentara con su hijo (causa de una posterior muerte de Lucrecia al dar a luz), Vincent se encierra en un ataúd en el sótano de la mansión Shin-Ra, donde permanece en un profundo sueño hasta que Cloud y sus compañeros lo encuentran y despiertan de su largo letargo.
Vincent Valentine es uno de los personajes más admirados de Final Fantasy VII, ya sea por su estética y su forma de ser, sus habilidades o su historia; lo cual lo han llevado a protagonizar uno de los juegos de Compilation of Final Fantasy VII.

## Relación conFinal Fantasy VII: Crisis Core
Zack Fair llega a la mansión Sin-Ra para ver a su entonces compañero Sephiroth, quien se encierra en la biblioteca del sótano para leer viejos informes y libros relacionados con Jenova y todos los experimentos realizados. En el mismo sótano, antes de llegar a la biblioteca-despacho donde se encuentra Sephiroth, Zack comienza a recoger objetos dentro de unos ataúdes. Cuando se dispone a abrir el último ataúd, Zack dice textualmente: «Hay alguien durmiendo... ¿No será un...? Mejor dejarlo tranquilo». No se le ve la cara, pero suponemos que se trata de Vincent Valentine, quien sigue durmiendo. Zack cierra el ataúd y sigue adelante por el sótano. Cuando entra en la habitación, coincide en el momento en el que Sephiroth descubre sus orígenes y empieza a odiar a Shinra, y va al reactor Mako del pueblo, después de quemarlo, para liberar a su "madre" Jenova y llevársela a la "Tierra Prometida".

## Actores de voz
- Ehrgeiz:  Kazuhiro Nakata
- Dirge of Cerberus: Final Fantasy VII: Shôgo Suzuki (Japón), Steve Blum (EE. UU. y Europa)
- Final Fantasy: Advent Children: Shôgo Suzuki (Japón), Steve Blum (EE. UU.), Oriol Rafel (España).